# بازی‌های هرایی
بازی‌های هِرایی یک جشنواره در یونان باستان بود که در آن دختران جوان در مسابقه پیاده‌روی، احتمالاً به عنوان مراسم بلوغ یا پیش از عروسی، به رقابت می‌پرداختند. این مسابقه هر چهار سال یکبار در المپیا برگزار می‌شد. این بازی‌ها توسط گروهی متشکل از شانزده زن سازماندهی می‌شد که همچنین مسئولیت بافتن یک پپلوس برای هرا و ترتیب دادن رقص‌های کُر را بر عهده داشتند.

## نمای کلی

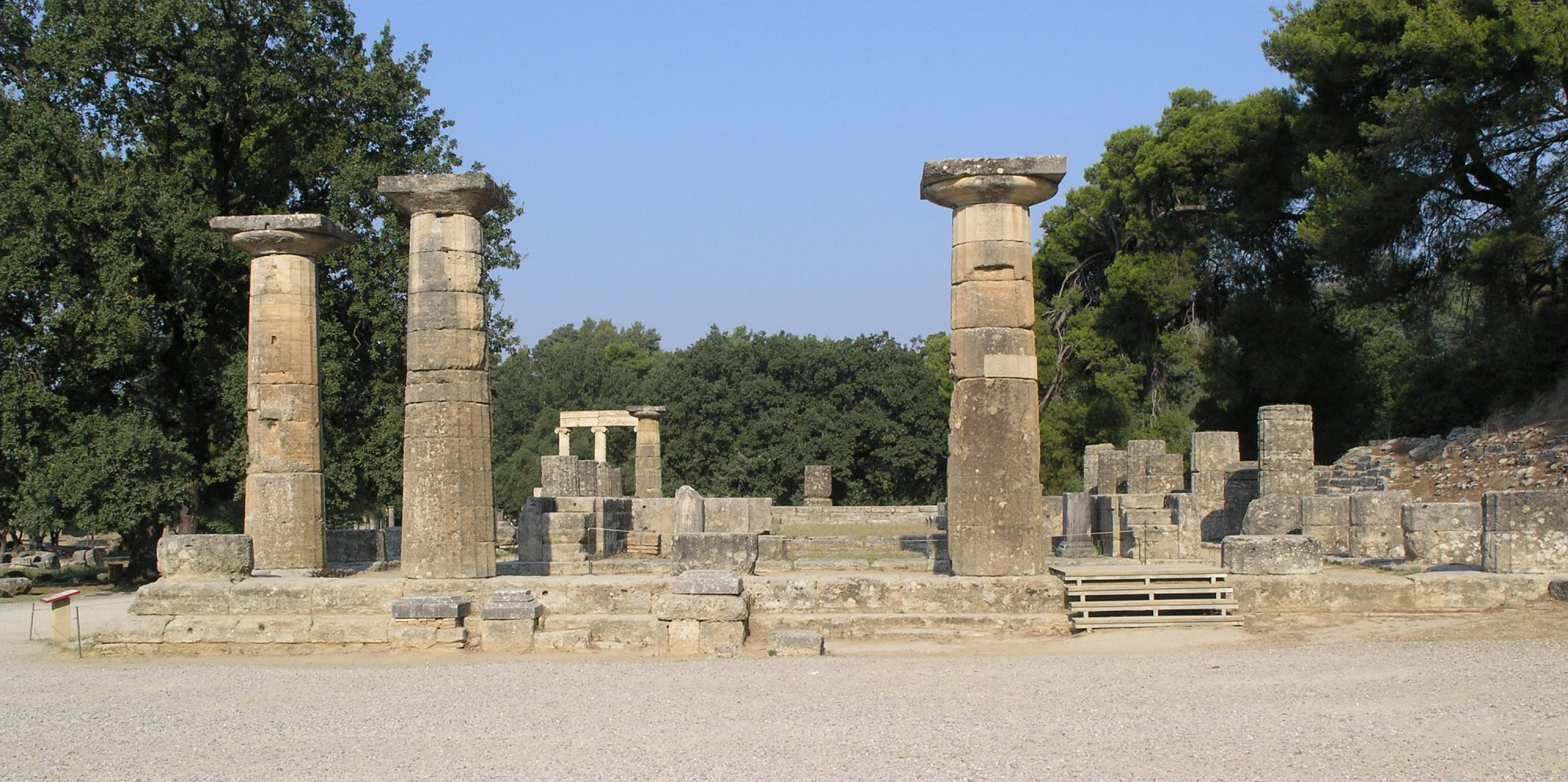
خرابه‌های بازسازی شده معبد هرا، المپیا

اطلاعات زیادی در مورد بازی‌های هِرا در دست نیست، اما بیشتر دانش ما از کتاب توصیف یونان اثر پوسانیاس کسب شده است.  تاریخ شروع جشنوارهٔ هِرا نامشخص است. پوسانیاس می‌گوید که این بازی‌ها کهن (αρχαια، archaia) بودند.  شواهدی مبنی بر فعالیت‌های فرقه‌ای در المپیا در قرن دهم قبل از میلاد وجود دارد، اما به نظر می‌رسد که اولین فعالیت مذهبی در این مکان پیرامون کیش زئوس متمرکز بوده باشد. آیین هرا یحتمل در حدود سال ۶۰۰ قبل از میلاد، زمانی که اولین معبد هرا در المپیا ساخته شد، برقرار گردید.  مشخص نیست که آیا مسابقات ورزشی یکی از ویژگی‌های اصلی جشنوارهٔ هرایی بوده است یا بعداً به آن الحاق شده است.  یک داستان در گزارش‌های پوسانیاس وجود دارد که شانزده زن که مسئول امور هِرا بودند را با منازعات میان دو شهر الیس و پیزا، پس از مرگ داموفون، مستبد پیزا در حدود سال ۵۸۰ قبل از میلاد، مرتبط می‌کند؛ لذا اگر جشنواره پیش از این تاریخ هم وجود می‌داشت، ممکن است در این بازهٔ زمانی مجدداً سازماندهی صورت گرفته باشد (همان‌طور که در سایر جشنواره‌های یونانی در اواخر دوره باستان تحولاتی ایجاد گردید). 
بازی‌های هرا هر چهار سال یک بار برگزار می‌شد. برخی از محققان حدس می‌زنند که بازی‌ها در حدود زمان بازی‌های المپیک باستان برگزار می‌شد، اما هیچ مدرک باستانی که نشان دهد وقوع این دو بازی‌ها نزدیک بوده، وجود ندارد و دونالد جی. کایل استدلال می‌کند که به دلیل عرف یونان باستان مبنی بر جدا کردن زنان از مردان نامحرم، این رویداد به احتمال زیاد کاملاً جدا از المپیک بود. 

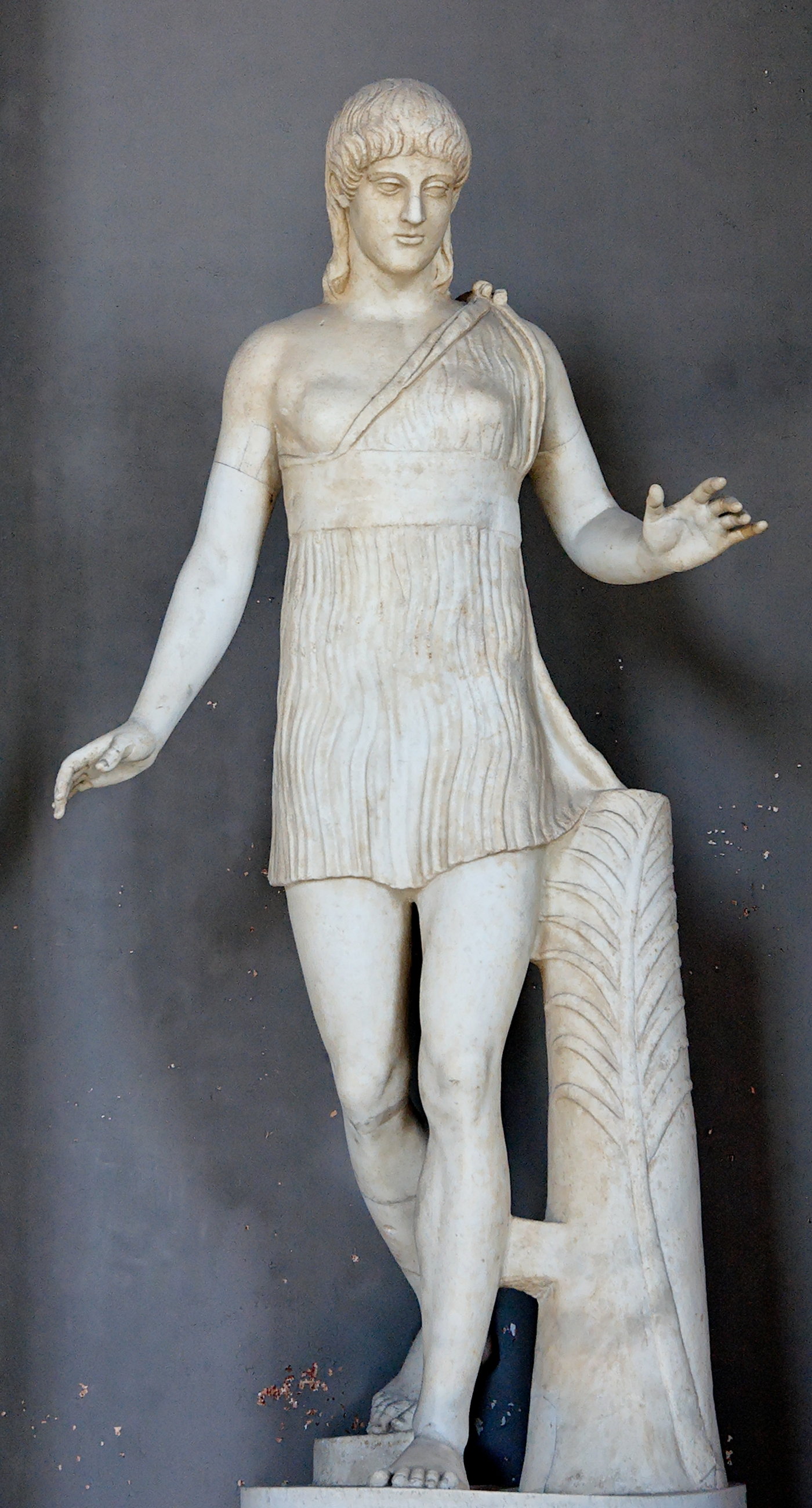
یک دختر دونده. کیتون کوتاهی که او پوشیده، سینه راست او را برهنه گذاشته و موهای او گشاده است که یحتمل این‌ها از ویژگی‌های ظاهری شرکت کنندگان در بازی‌های هرایی بوده. این مجسمه مرمری احتمالاً یک کپی رومی از یک نسخه اصلی یونانی است و مربوط به c. 460 قبل از میلادست.

تنها رویداد در بازی‌های هرا، استادیون  بود که یک ششم کوتاه‌تر از مسابقه مردان متناظر با خود بود.  فقط پارتنوی‌ها (زنان جوان مجرد) در این بازی‌ها شرکت می‌کردند.  شرکت کنندگان در سه رده سنی مختلف مسابقه می‌دادند،  اگرچه دقیقاً مشخص نیست که رقبا چند ساله بودند.  آنها لباسی متمایز از کیتون کوتاه بریده شده تا بالای زانو می‌پوشیدند که شانه و سینه راست را برهنه می‌گزارد و موهای خود را می‌گشادند.  این لباس ممکن است از اگزومیس الهام گرفته شده باشد، نوعی از کیتون که کارگران می‌پوشیدند و با هفائستوس مرتبط است.  مجسمه لاکونی که در اپیروس یافت شده و اکنون در موزه بریتانیا است، متعلق به ح. 560 پ‌م، دختری را در لباس مربوط به بازی‌های هرایی به تصویر می‌کشد. این پیکره نشان می‌دهد که احتمالاً بر خلاف سایر مسابقات در یونان باستان بازی‌های هرایی تا اوایل قرن ششم قبل از میلاد برای دختران پان‌هلنی بود. 
به برندگان تاجی از برگ زیتون و بخشی از لاشهٔ گاو که برای هرا قربانی شده بود، اهدا می‌شد.  آن‌ها همچنین اجازه داشتند مجسمه‌هایی را که با نام خود نوشته شده بودند، به هرا تقدیم کنند؛ اگرچه هیچ‌یک از این مجسمه‌ها باقی نمانده است. 

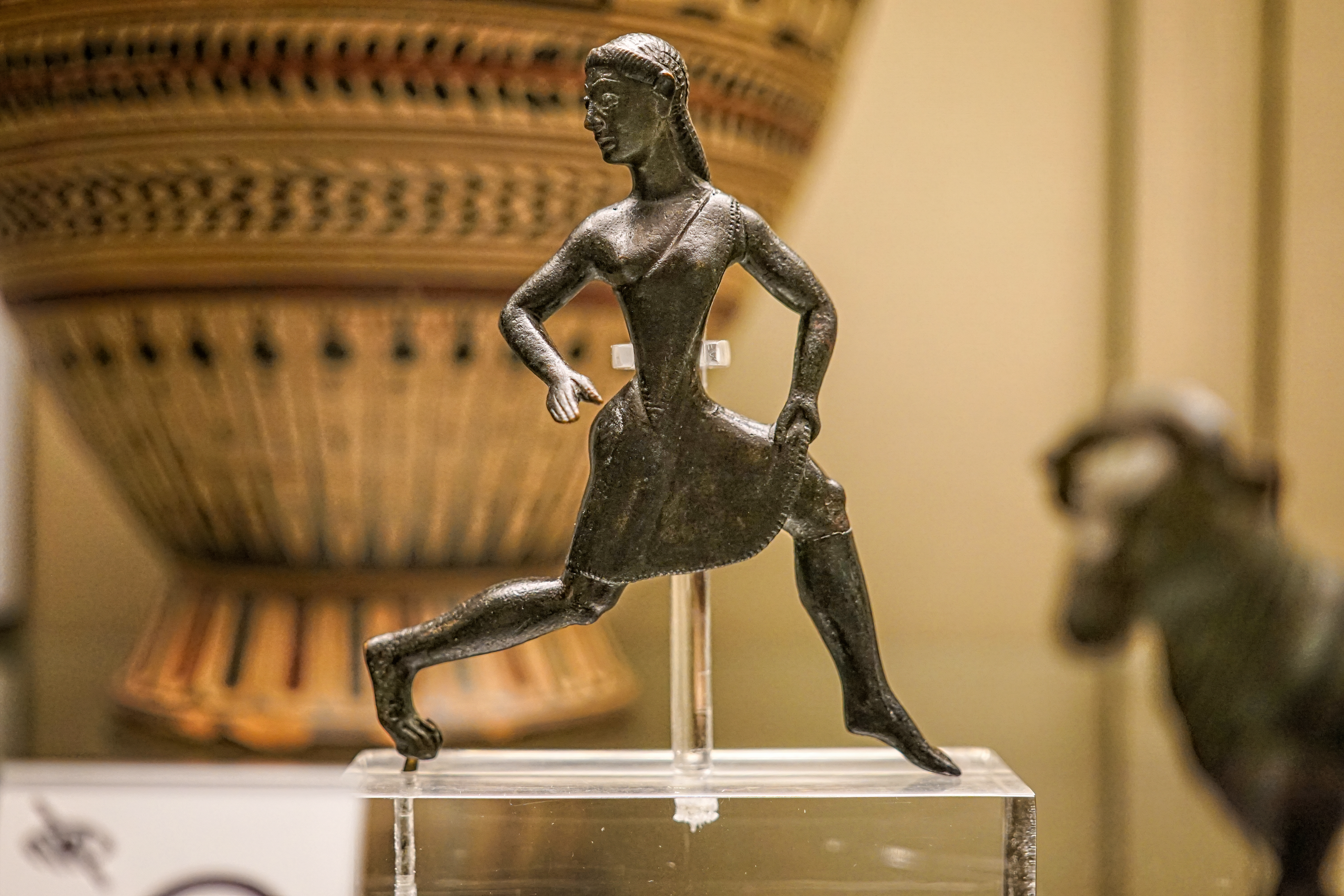
پیکرهٔ دختر دونده از جنس برنز، c. 560 قبل از میلاد. این چهره احتمالاً اهل لاکونیا است و لباس شرکت‌کنندگان بازی‌های هرائی را بر تن کرده است.

ریاست جشنواره هرا را گروهی متشکل از شانزده زن بر عهده داشتند که علاوه بر اجرای بازی‌ها، مسئولیت بافتن یک پپلوس برای هرا و ترتیب دادن رقص‌های همخوانی به افتخار هیپودامیا و فیسکوآ را بر عهده داشتند.  پوسانیاس دو داستان دربارهٔ این شانزده زن ارائه می‌دهد. در اولین مورد بازی‌های هرا توسط هیپودامیا تأسیس شد و اولین بازی‌ها به افتخار جشن ازدواج او با پلوپس برگزار شد و او شانزده زن را برای شرکت در بازی‌ها انتخاب کرد. دومین داستان می‌گوید که برای حل و فصل منازعه بین دو شهر الیس و پیزا، اهالی الیس یک پیرزن خردمند را از میان شانزده پولیتِس ایلیس باستان برگزیدند. این زنان همچنین مسئولیت سازماندهی بازی‌های هرایی را بر عهده گرفتند. 

بازی‌های هرا ممکن است مناسک بلوغ  یا آیین‌های قبل از ازدواج بوده باشند.  متیو دیلون استدلال می‌کند که از آنجایی که سه رده سنی مختلف برای رقبا وجود دارد، بعید است که این مراسم با ازدواج مرتبط بوده باشد.  از سوی دیگر، این مسابقات با عروسی اسطوره‌ای مرتبط بودند، و به نظر می‌رسد که سایر مسابقات بین دختران در یونان باستان (مانند مسابقه پیاده‌روی به افتخار دیونیسوس که در اسپارت برگزار می‌شد و توسط پوسانیاس نیز توصیف شده است) با مراسم آغازین پیش از ازدواج مرتبط بوده است. 

### آثار ذکر شده
- Case, Mary Anne (2017). "Heterosexuality as a Factor in the Long History of Women's Sports". Law & Contemporary Problems. 80.
- Dillon, Matthew (2000). "Did Parthenoi Attend the Olympic Games? Girls and Women Competing, Spectating, and Carrying out Cult Roles at Greek Religious Festivals". Hermes. 128 (4).
- Dillon, Matthew (2002). Girls and Women in Classical Greek Religion. London: Routledge. ISBN 0-415-20272-8.
- Kyle, Donald G. (2013). "Greek Female Sport: Rites, Running, and Racing".  In Christensen, Paul; Kyle, Donald G. (eds.). A Companion to Sport and Spectacle in Greek and Roman Antiquity.
- Scanlon, Thomas F. (6 April 2004). "Games for Girls". Archaeology. Archaeological Institute of America. Retrieved February 18, 2006.
- Scanlon, Thomas F. (2014). "Racing for Hera".  In Scanlon, Thomas F. (ed.). Sport in the Greek and Roman Worlds. Vol. 2.
- Serwint, Nancy (1993). "The Female Athletic Costume at the Heraia and Prenuptial Initiation Rites". American Journal of Archaeology. 97 (3): 403–422. doi:10.2307/506363. JSTOR 506363.
- Spears, Betty (1984). "A Perspective of the History of Women's Sport in Ancient Greece". Journal of Sport History. 11 (2).